# 刈谷市図書館
刈谷市図書館（かりやしとしょかん）は、愛知県刈谷市の公共図書館の総称。住吉町の刈谷市中央図書館、東境町の刈谷市富士松図書館の2館からなる。
城町にあった刈谷市城町図書館は2024年（令和6年）5月をもって閉館している。

## 一覧

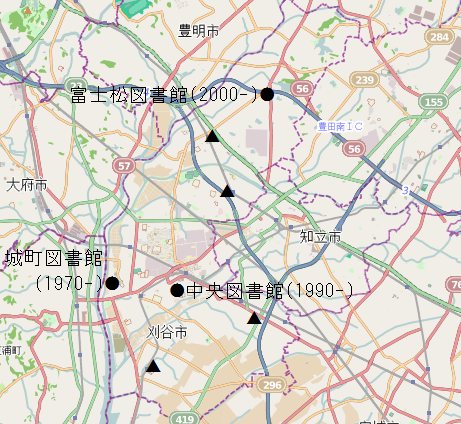
図書館・図書室の一覧

### 図書館
刈谷市中央図書館、刈谷市城町図書館、刈谷市富士松図書館の3館がある。中央図書館と城町図書館は中部地区に、富士松図書館は北部地区にある。
| 刈谷市図書館の一覧（2018年度） | 刈谷市図書館の一覧（2018年度） | 刈谷市図書館の一覧（2018年度） | 刈谷市図書館の一覧（2018年度） | 刈谷市図書館の一覧（2018年度） | 刈谷市図書館の一覧（2018年度） |
| 名称                           | 所在地                         | 開館日                         | 延床面積 (m2)                  | 蔵書数 （冊）                  | 貸出数 （冊）                  |
| ------------------------------ | ------------------------------ | ------------------------------ | ------------------------------ | ------------------------------ | ------------------------------ |
| 中央図書館                     | 住吉町4丁目1番地               | 1990年5月3日                   | 5,509.18                       | 717,627                        | 933,232                        |
| 城町図書館                     | 城町1丁目24番地                | 1970年10月                     | 1,682.91                       | 59,855                         | 59,840                         |
| 富士松図書館                   | 東境町神田32番地2              | 2000年5月5日                   | 1,560.02                       | 72,000                         | 192,953                        |
| 市民センター等図書室           |                                |                                |                                | 32,398                         | 16,729                         |
| 全体                           |                                |                                |                                | 881,880                        | 1,202,754                      |

### 図書室
4室の市民センター等図書室がある。刈谷市図書館条例に定められた施設ではないものの、図書資料を配本している。
| 名称               | 所在地               | 開館日       | 蔵書数 （冊） | 貸出数 （冊） |
| ------------------ | -------------------- | ------------ | ------------- | ------------- |
| 東刈谷市民センター | 松栄町2丁目16番地1   | 1982年4月1日 | 32,398        | 16,729        |
| 富士松市民センター | 今川町2丁目152番地   | 1984年4月1日 | 32,398        | 16,729        |
| 小垣江市民センター | 小垣江町小道45番地1  | 1986年4月1日 | 32,398        | 16,729        |
| 一ツ木福祉センター | 一ツ木町4丁目40番地3 | 1998年4月1日 | 32,398        | 16,729        |

## 歴史

### 旧館時代（1917年 - 1970年）

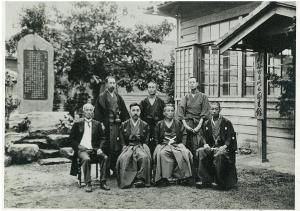
1917年の刈谷町立刈谷図書館開館時の記念写真

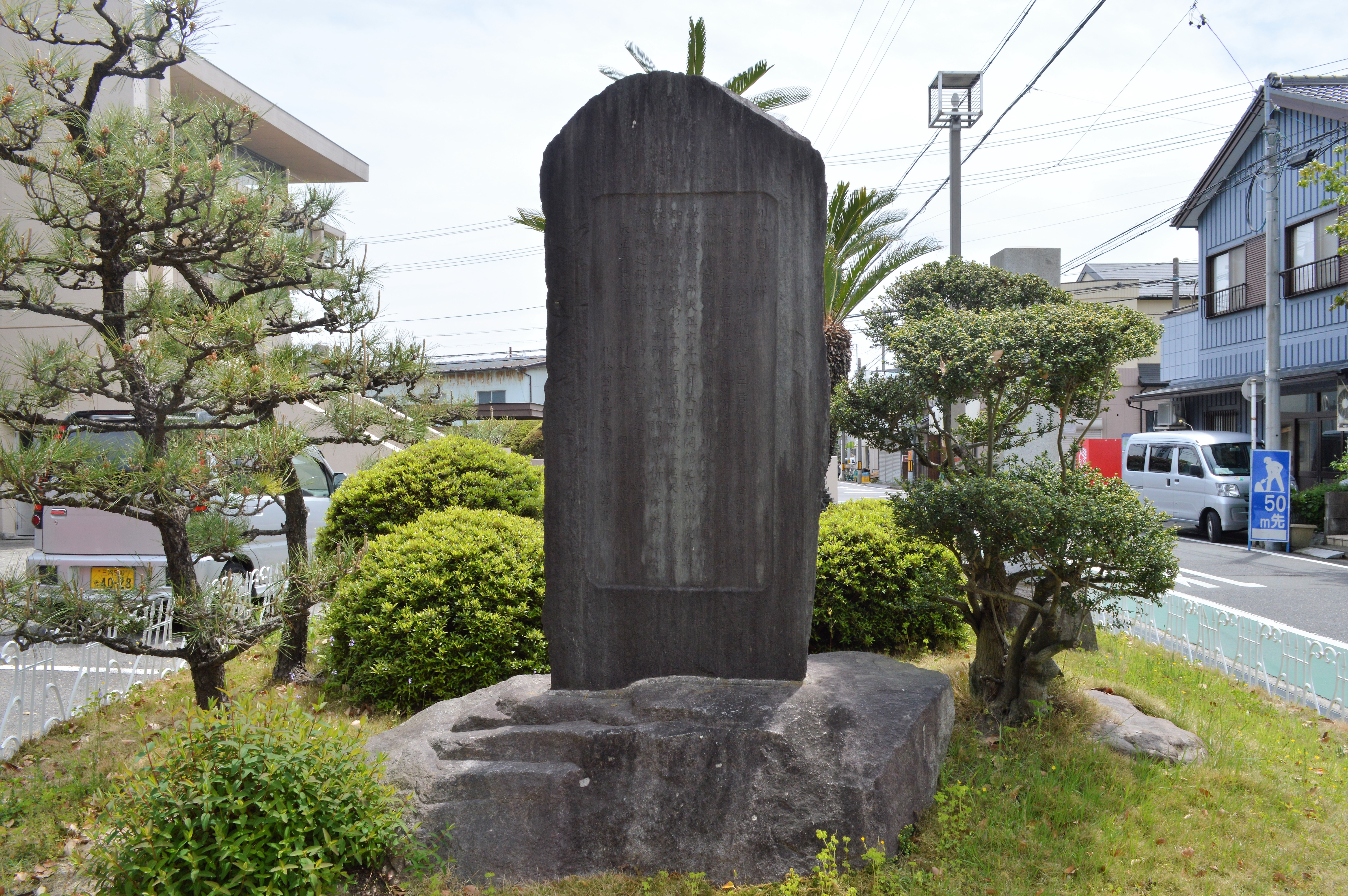
刈谷図書館の設立記念碑

大正時代には全国で図書館設置の動きがみられ、その多くは大正天皇即位の礼（御大典）の記念事業として計画されているが、刈谷図書館は御大典を記念して建設された図書館ではない。1916年（大正5年）時点の愛知県には公立24館、私立18館の計42館の図書館があった。
1914年（大正3年）には、刈谷町議会議員の宍戸俊治と医師の藤井清七が、刈谷藩侍医の村上忠順の蔵書約25,000冊を購入し、書庫・閲覧室とともに碧海郡刈谷町に寄付した。この蔵書は碧海郡高岡町（現・豊田市）の村上忠浄の文庫に所蔵されていたものだった。宍戸や藤井の動きと並行して、同年には亀城尋常高等小学校の高須鉈吉も、刈谷町教育会の事業として図書館を建設すべしと主張している。
1915年（大正4年）11月23日には愛知県から図書館の設置が認可された。1916年（大正5年）6月頃から1917年（大正6年）3月末までの1年9か月間は、後に書誌学者となる森銑三が図書の整理を行っている。1917年7月3日には刈谷町立刈谷図書館の開館式が行われ、松井茂愛知県知事、碧海郡長、警察署長などの来賓を得た。1915年度の愛知県において、蔵書数1万冊を超える図書館は刈谷図書館を含めて4館のみであり、刈谷図書館は県内有数の規模を持つ図書館だった。建物は刈谷公会堂に隣接しており、建設費は1,378円だった。閲覧室は12坪、事務室は6坪、2階建書庫は20坪である。初代館長には高須鉈吉が就任している。開館時点の蔵書数は25,805冊であり、館長1人と司書2人が職務にあたっていた。
1917年の開館時からは長らく日曜日のみ開館していたが、太平洋戦争後の1946年（昭和21年）8月から1950年までは祝日を除く毎日開館となった。1950年（昭和25年）4月には刈谷町が市制施行して刈谷市となったため、刈谷町立刈谷図書館から刈谷市立刈谷図書館に改称した。1955年（昭和30年）5月には閲覧室を増設し、1956年4月には初めて専任の館長を迎えている。1952年（昭和27年）には愛知県立中央図書館貸出文庫によって巡回文庫が開始されたが、1956年（昭和31年）には休止している。このため、1959年（昭和34年）には本館の蔵書による巡回文庫を開始した。
1961年（昭和36年）9月26日には公共図書館・学校図書館・公民館図書室・事業所附属図書室などの活動の進展を図るために刈谷図書館協会が設立されている。1965年（昭和40年）には創立50周年記念式典を挙行した。1967年（昭和42年）には刈谷市名誉市民の大野一造の寄付により、児童室に大野文庫（児童文庫）が開設された。

### 新館時代（1970年 - 1990年）

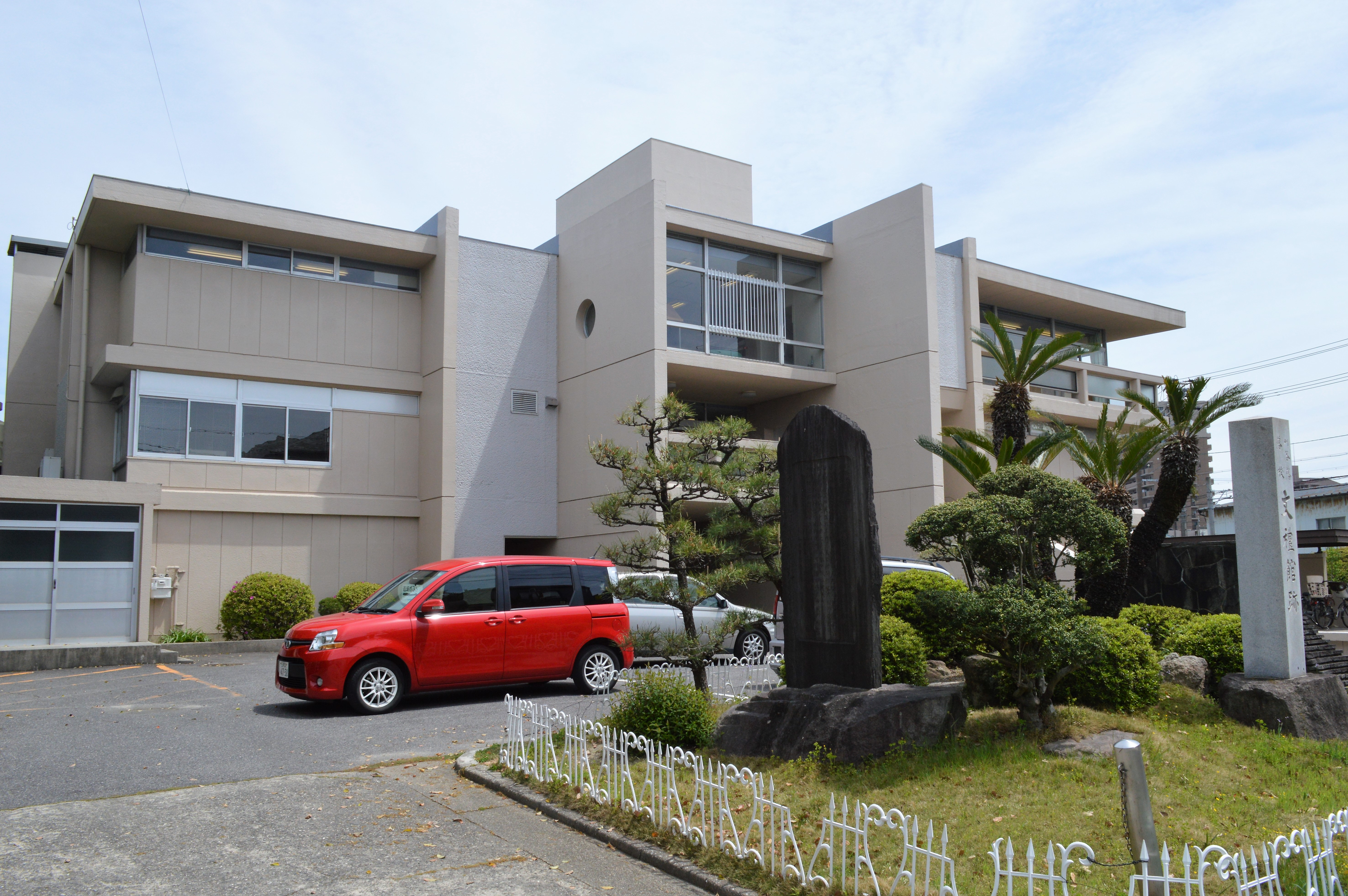
1970年から1990年まで本館だった刈谷市立刈谷図書館（現・城町図書館）

50周年記念式典以後には改築の必要性が叫ばれていたが、刈谷市制20周年記念事業として、1969年（昭和44年）には新館の建設が決定。1970年（昭和45年）1月には新館の建設工事が着工され、10月中旬には竣工、11月1日には新館が開館した。鉄筋コンクリート造3階建であり、延床面積は1,735m2だった。開館当時から将来的に手狭になることが予想されており、駐車場部分への増築を求める意見もあったが、オイルショックの影響などで実現することはなかった。開館時の蔵書数は約4万冊であり、利用者数は年間1万数千人だった。
新館開館時には刈谷青年会議所の寄付による刈谷JC文庫が設置され、1971年（昭和46年）8月には刈谷ロータリークラブの寄付による刈谷ロータリー文庫が設置された。1977年には蔵書数が約6万冊、年間利用者数が約4万人、年間貸出冊数が約5万冊となった。1977年度には建物の増改築工事を行っている。1979年（昭和54年）には図書館のない東刈谷地区の母親らが「しののめ家庭文庫」を設置して活動しており、1982年には日本ユネスコ協会から児童書の寄贈を受けている。1986年1月には刈谷ライオンズクラブの寄付による刈谷ライオンズ文庫が設置された。

### 刈谷市中央図書館開館後（1990年 - ）

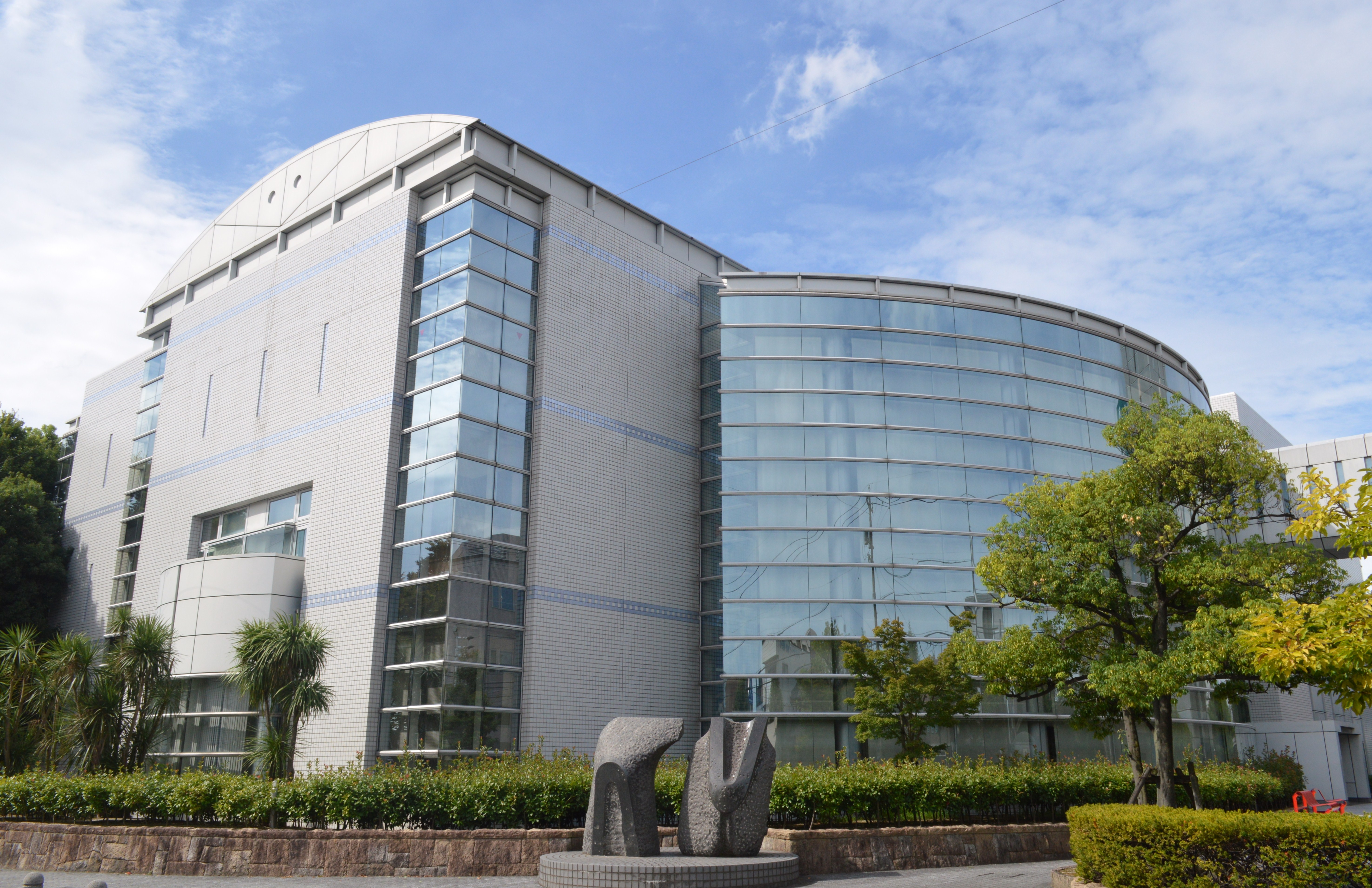
1990年開館の刈谷市中央図書館

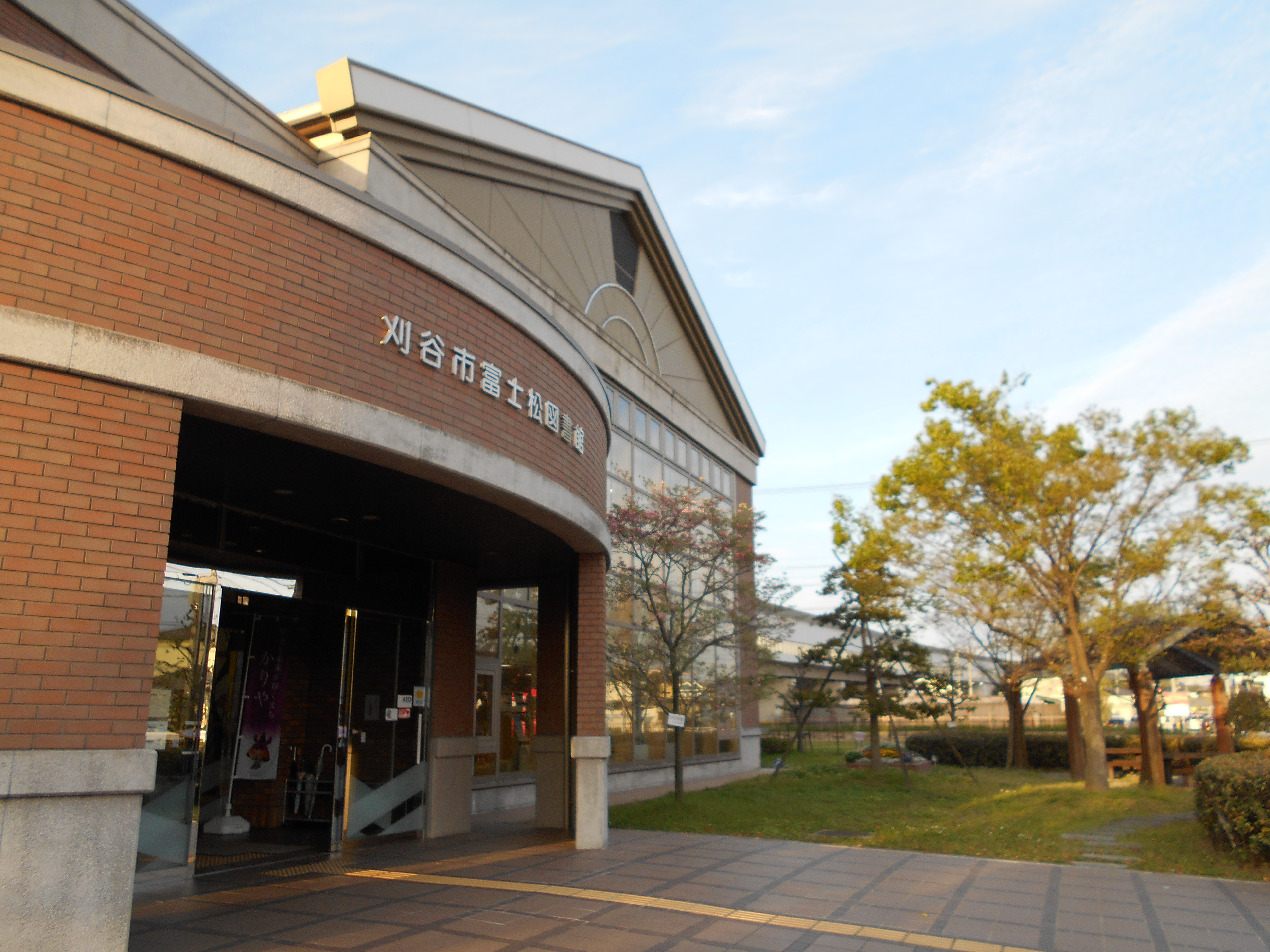
3館目の図書館である刈谷市富士松図書館

1988年には蔵書数が約17万冊、年間利用者数が約16万人、年間貸出冊数が約25万冊となった。1988年（昭和63年）10月には新館の建設工事が着工され、1990年（平成2年）5月3日には住吉町に刈谷市中央図書館が開館、それまでの刈谷市立刈谷図書館は城町分館に改称した。貴重書を所蔵する村上文庫のために、中央図書館には空調付きの書庫が設置されている。1992年（平成4年）には愛知県図書館資料のオンライン検索および相互貸借サービスを開始した。
1996年時点では愛知県の市立図書館で3番目の建築面積を有していた。1995年4月に貸出冊数を5冊から10冊に増やし、貸出対象を刈谷市民在住・在勤・在学者のみから碧海5市の在住・在勤・在学者に拡大したことで、貸出冊数は大幅に増加した。1995年度の全館の貸出冊数は前年から約12万冊増の781,048冊となり、中央図書館単体の貸出冊数は過去最高の689,952冊となった。1995年度の利用者の内訳は、刈谷市が62.8%、知立市が12.6%、安城市が8.3%、高浜市が5.4%、碧南市が1.6%であり、碧海5市全域から利用されていた。
1997年（平成9年）秋の読書週間の前後には、直木賞受賞作の全初版本136点の特集展示を行った。これらは高浜市の元教員の蔵書であり、第1回受賞作の『鶴八鶴次郎』（川口松太郎）から第117回受賞作の『女たちのジハード』（篠田節子）と『鉄道員』（浅田次郎）までが集められている。1999年（平成11年）6月には刈谷市富士松図書館の建設工事が着工され、2000年（平成12年）5月5日には北部の東境町に刈谷市富士松図書館が開館した。2000年4月には城町分館を刈谷市城町図書館に改称。同年6月には中央図書館・城町図書館・富士松図書館・一ツ木福祉センター図書室の間で貸出や返却ができるサービスを開始した。
2004年（平成16年）5月には公式ウェブサイトを開設し、インターネット上で蔵書検索ができるサービスを開始した。同年度には第1回森三郎童話賞を開催している。2005年（平成17年）5月には中央図書館にAVコーナーを設置。2010年（平成22年）にはインターネット用PCを導入し、持込PC使用可能席を設置した。2014年（平成26年）3月には村上文庫のデジタルアーカイブの運用を開始した。刈谷市図書館は図書館設置の認可を受けてから100年の2015年を創設100周年としている。2015年（平成27年）8月には図書館100年のあゆみ展を開催し、同年11月には創立100周年記念講演会を開催した。2018年（平成30年）4月には国立国会図書館デジタル化資料送信サービスを開始した。
2024年（令和6年）5月31日には、施設や設備の老朽化により城町図書館が閉館しており、中央図書館と富士松図書館の2館体制となった。

## 各館

### 刈谷市中央図書館

#### 特色
| 中央図書館のフロア案内 | 中央図書館のフロア案内 | 中央図書館のフロア案内                                                         |
| ---------------------- | ---------------------- | ------------------------------------------------------------------------------ |
| 1階                    | 1,863.15 m2            | 一般・自動開架書庫、ブラウジングコーナー、対面朗読室                           |
| 2階                    | 1,700.81 m2            | 郷土・参考資料室、村上文庫室、研究室、特別閲覧室、読書振興室、研修室、視聴覚室 |
| 3階                    | 1,735.73 m2            | 会議室、閉架書庫                                                               |
| 4階                    | 不明                   | 閉架書庫                                                                       |
| 屋上・外部             | 209.49 m2              |                                                                                |

中央図書館の延床面積は5,509.18m2であり、内訳は1階が1,863.15 m2、2階が1,700.81 m2、3階が1,735.73 m2、屋上・外部が209.49 m2。中央図書館は刈谷市指定の有形文化財である刈谷町方文書や村上文庫などの貴重な書物を収蔵している。村上文庫は全国の国文学関係者にはよく知られた存在である。中央図書館のシンボルとして、時計が設置されたカリヨンがある。館内にはステンドグラスの窓がある。1992年（平成4年）2月には1991年度の愛知県快適空間賞を受賞し、高齢化社会にふさわしい公共建築であることが認められた。愛知県高齢化対策室からは「ステンドグラスやカリヨンの時計など明るく、ゆとりある施設」との短評がなされている。

#### 村上文庫

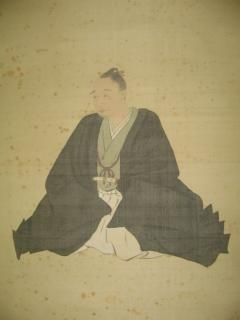
村上忠順

刈谷藩の御典医だった村上忠順は、吉田藩の羽田野敬雄とともに「東の羽田野、西の村上」として知られた国学者でもあった。生前には約25,000冊の書物を収集しており、そのうち貴重書が宮内庁・内務省・大蔵省などに貸し出されたこともあった。死後の1874年には弟子の深見篤慶が碧海郡高岡町（現・豊田市高岡町）に千巻舎を設立し、忠順が集めた書物は息子の村上忠浄の手で保管された。
忠浄は書物の活用方法を探っていたが、1914年（大正3年）には刈谷町の篤志家である宍戸俊治と藤井清七が一括購入して刈谷町に寄贈した。1916年（大正5年）から1917年（大正6年）に森銑三が図書分類目録を作成し、この文庫が刈谷町立刈谷図書館の母体となった。
村上文庫は25,104点のコレクションである。忠順の著書に加えて、写本や手沢本などが主であるが、『古文孝経』、『文選』、『伊勢物語』などの貴重な古版本も含まれている。国文学・地理・歴史などの分野に貴重な書籍が多い。国語学者の山田孝雄は忠順の『古事記評註』、『頭註新葉和歌集』、『散木弃謌集評註』の3種を名著であるとしている。1958年（昭和33年）2月25日には「典籍 村上文庫」が刈谷市指定文化財となった。

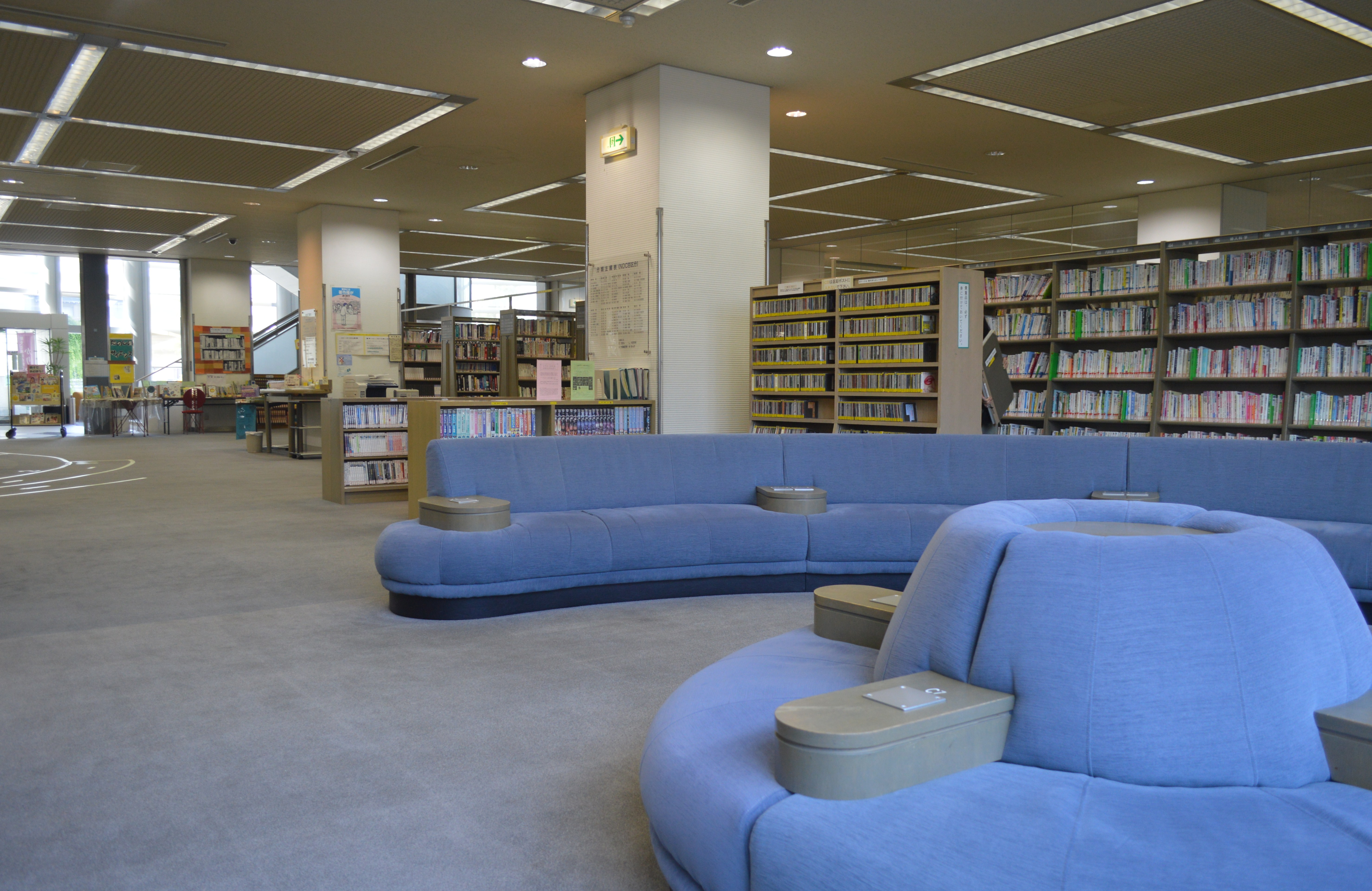
一般閲覧室のソファ席
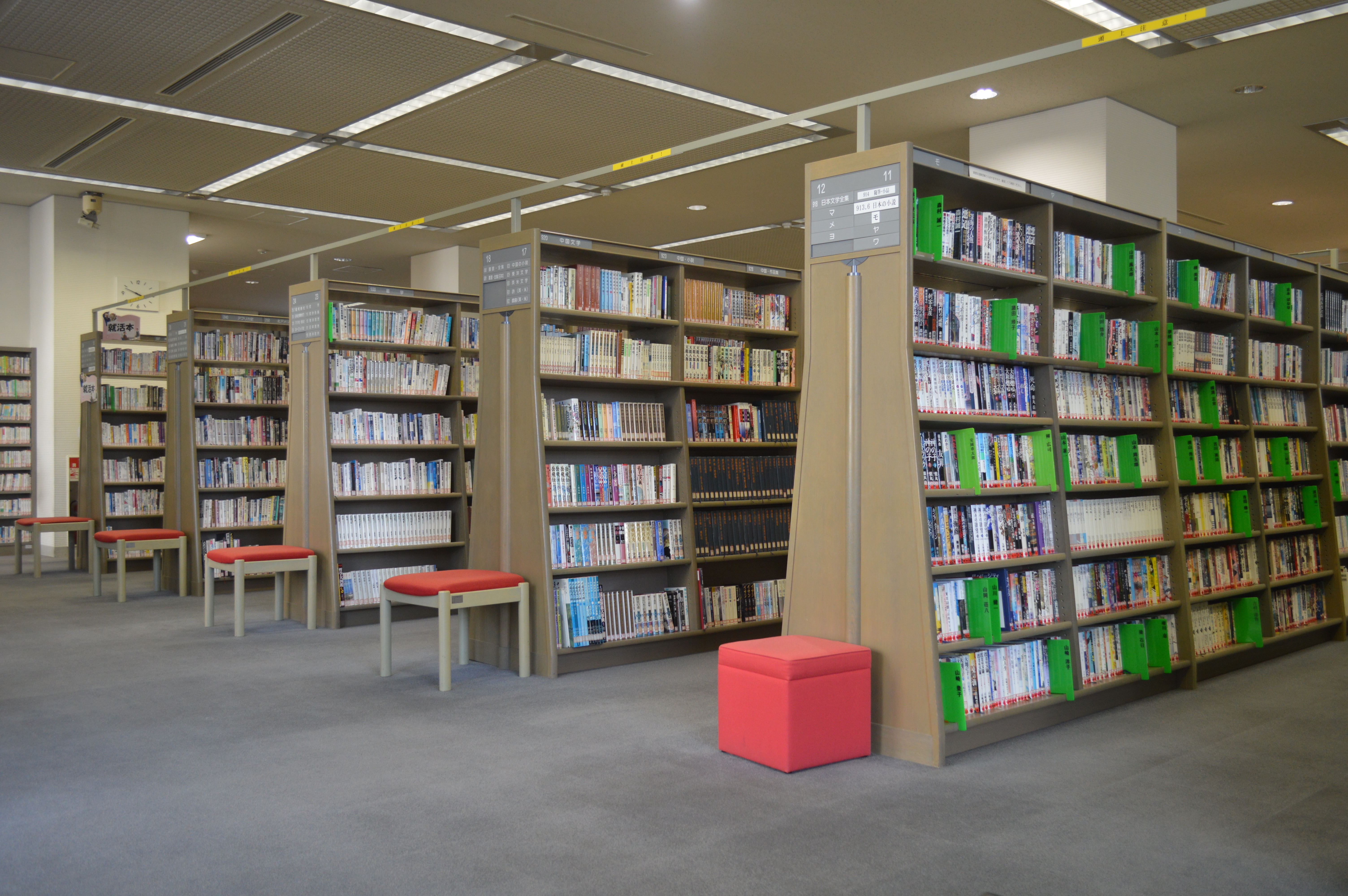
一般閲覧室の書架
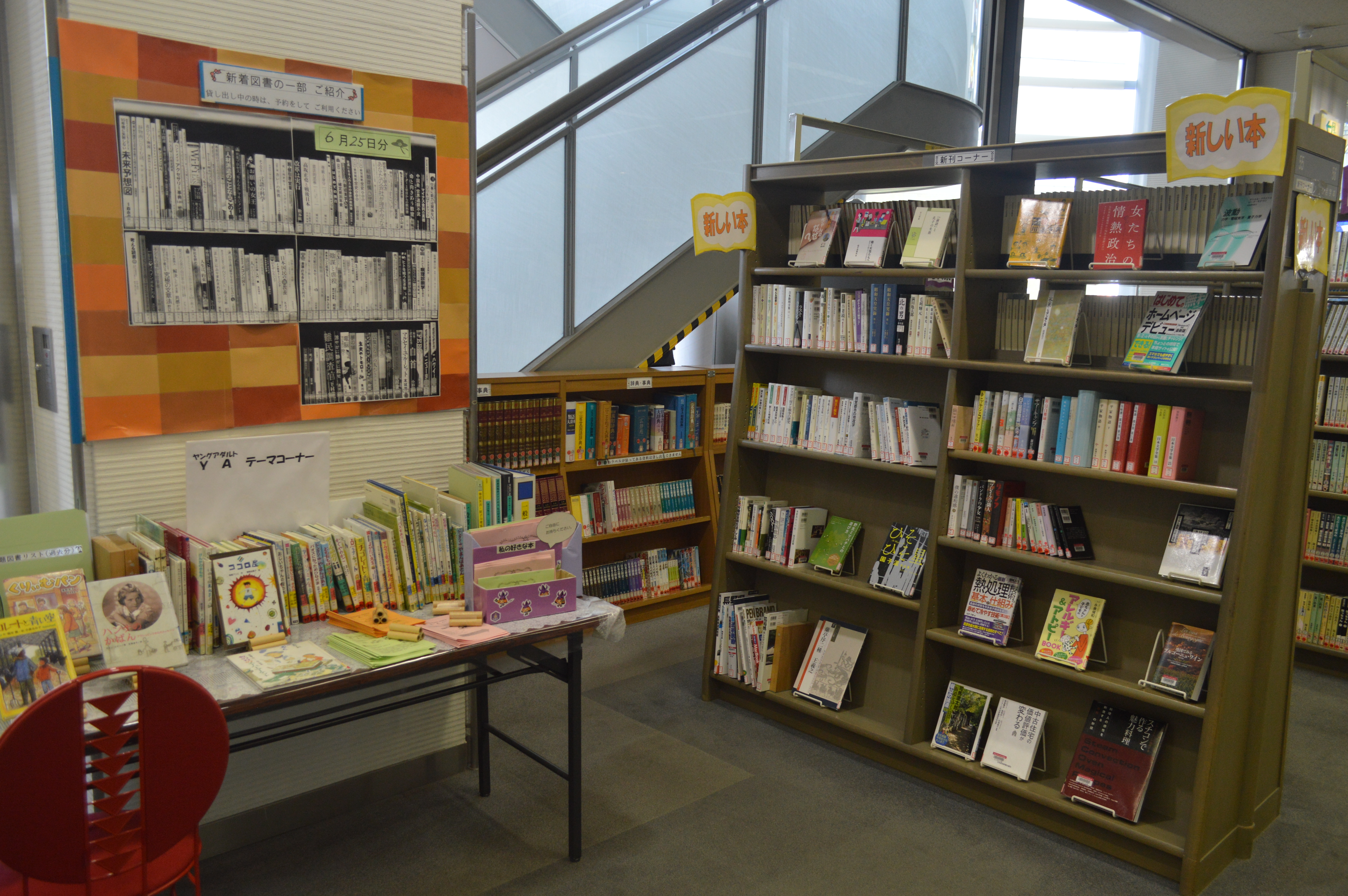
一般閲覧室の新刊コーナー
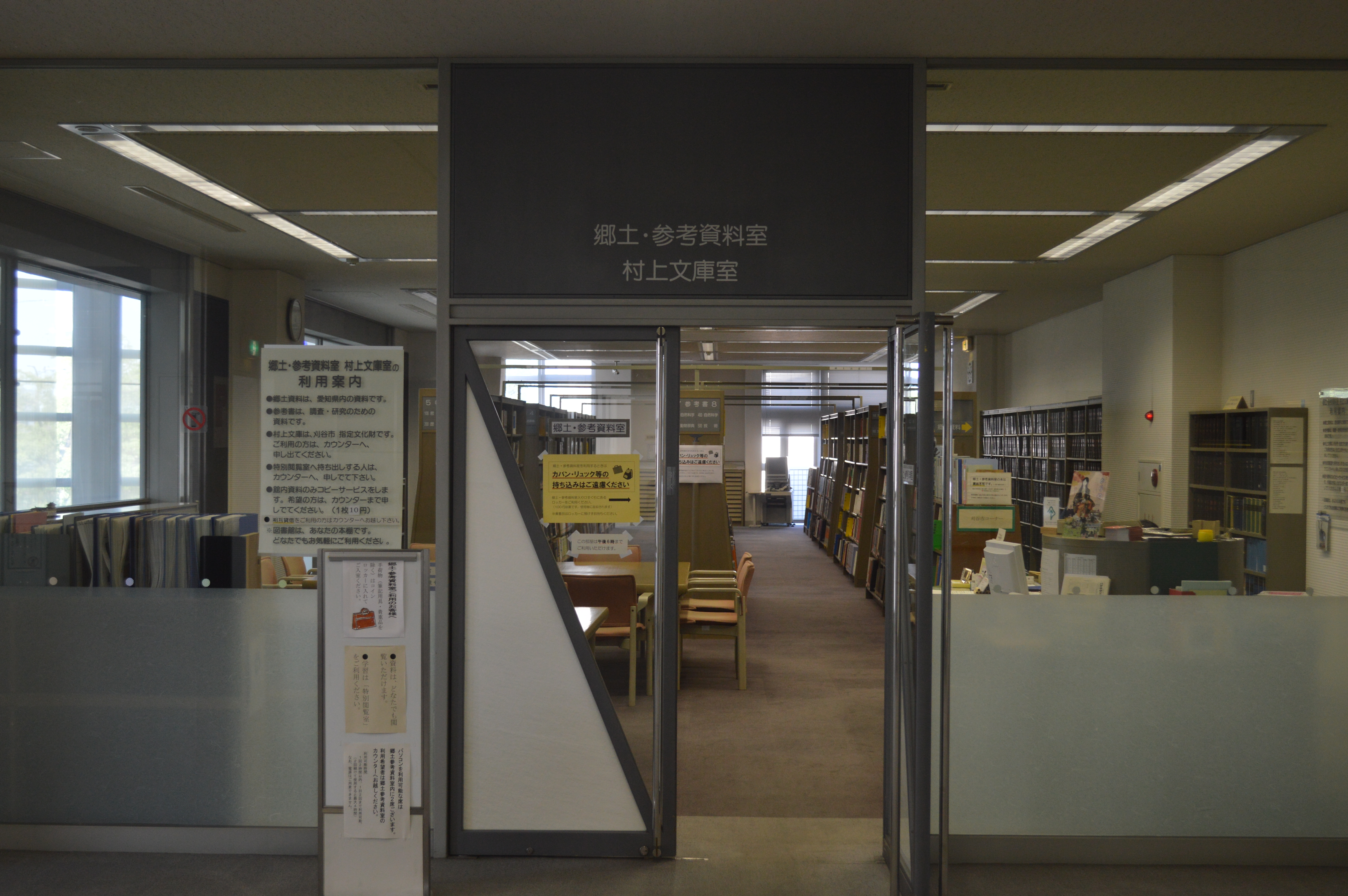
郷土・参考資料室
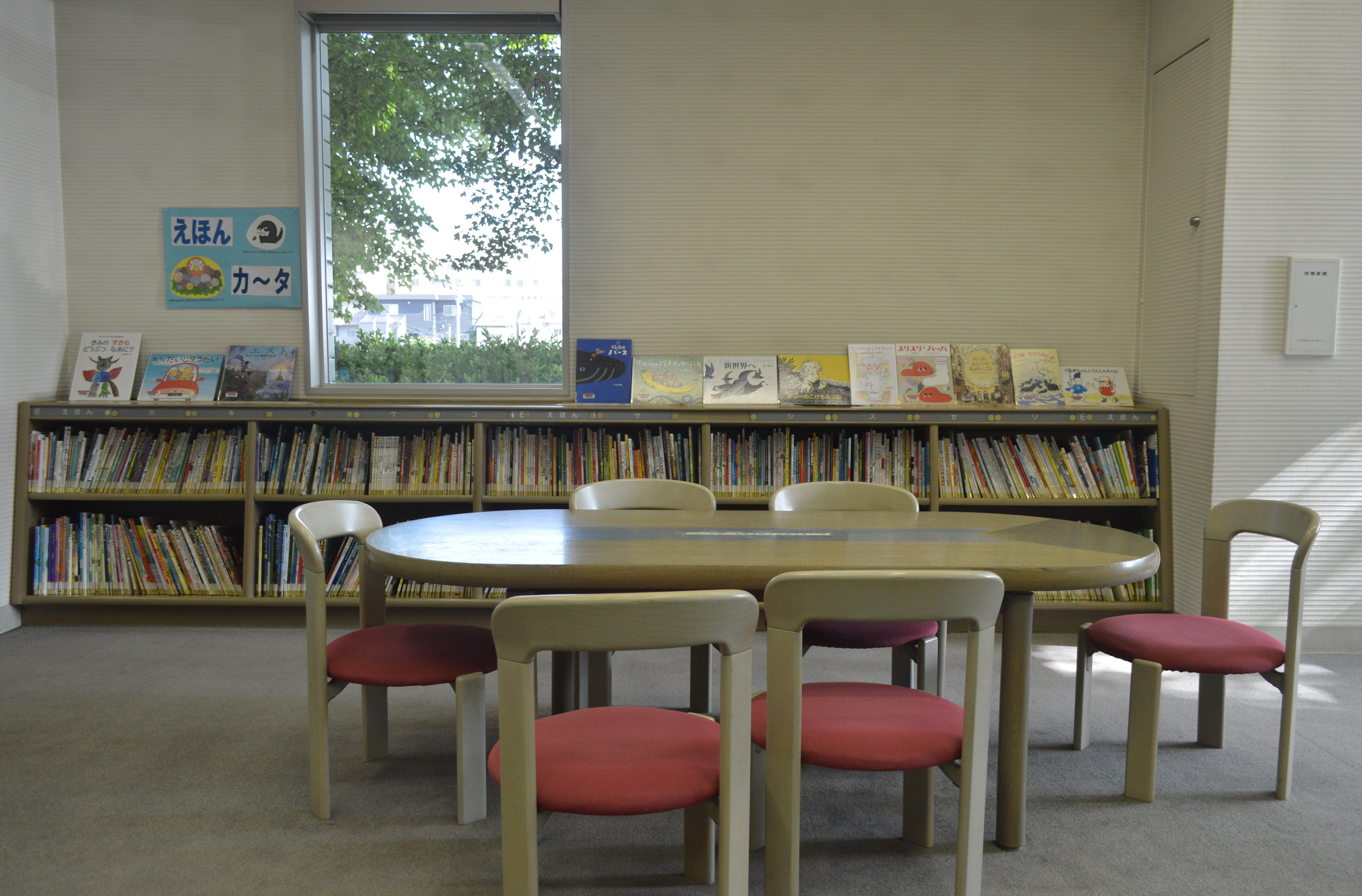
児童室

### 刈谷市城町図書館
| 城町図書館のフロア案内 | 城町図書館のフロア案内 | 城町図書館のフロア案内     |
| ---------------------- | ---------------------- | -------------------------- |
| 1階                    | 519 m2                 | 会議室、収納庫             |
| 2階                    | 560 m2                 | 閉架書庫、常設展示室       |
| 3階                    | 582 m2                 | 一般・児童開架書庫、閲覧室 |
| 屋上                   | 22 m2                  |                            |

城町図書館は鉄筋コンクリート造3階建の建物であり、蔵書収容能力は65,000冊である。延床面積は1,682.91m2である。敷地内には刈谷町立刈谷図書館の設立記念碑と、刈谷藩藩校の文礼館跡地の石碑が建っている。

#### 歴史
1970年（昭和45年）11月1日に刈谷市立刈谷図書館として開館し、1917年（大正6年）竣工の旧館を置き換えた。当時は刈谷市唯一の図書館だった。1977年度（昭和52年度）には増改築を行っている。1990年（平成2年）5月3日に刈谷市中央図書館が開館すると、中央館の地位が刈谷市中央図書館に移り、刈谷市立刈谷図書館は城町分館に改称された。1997年（平成9年）3月には改修工事を行った。2000年（平成12年）5月5日に刈谷市富士松図書館が開館すると、その直前の4月には城町分館が刈谷市城町図書館に改称された。その後、2024年（令和6年）5月31日には施設や設備の老朽化により閉館している。

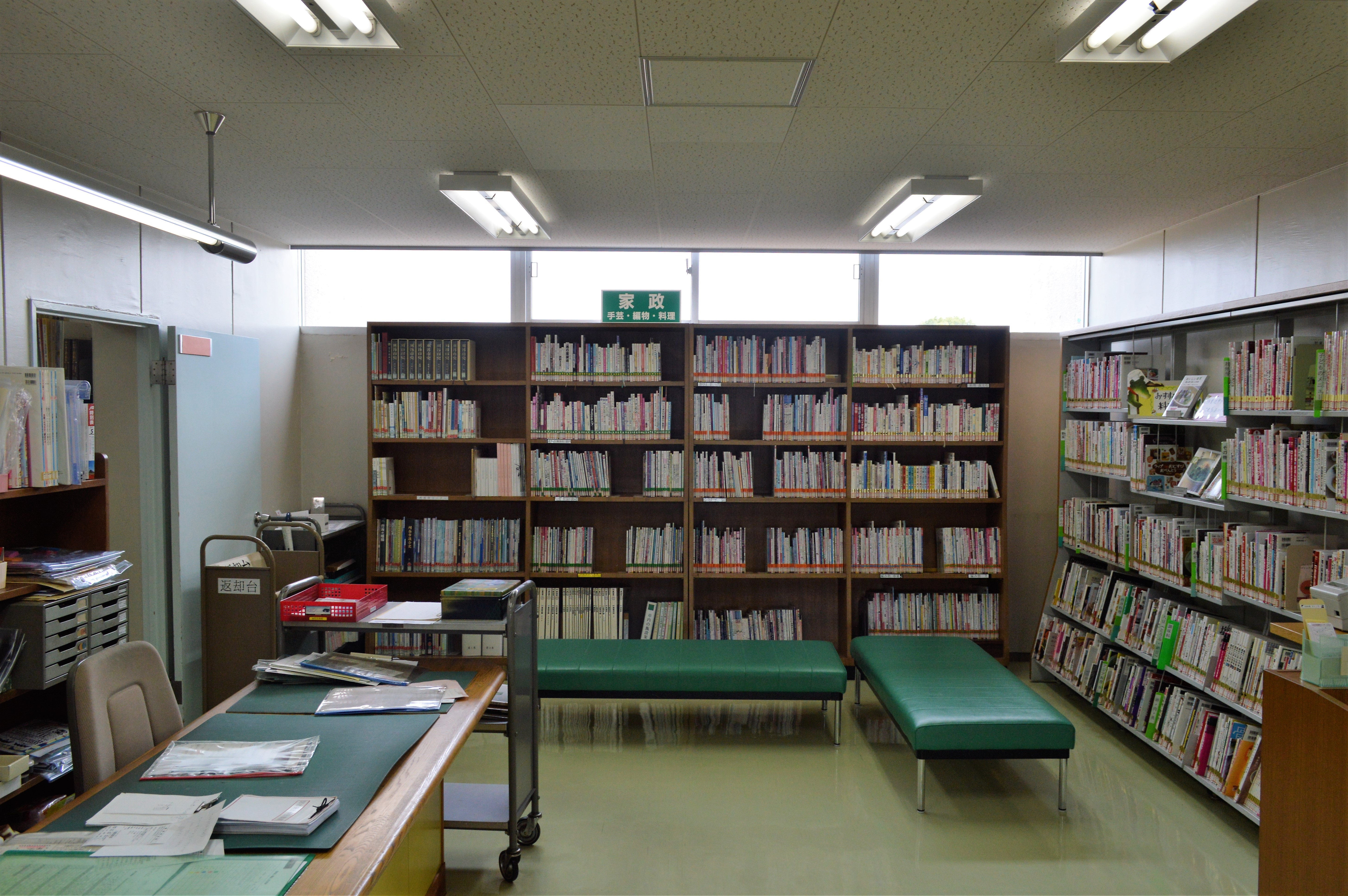
カウンター付近
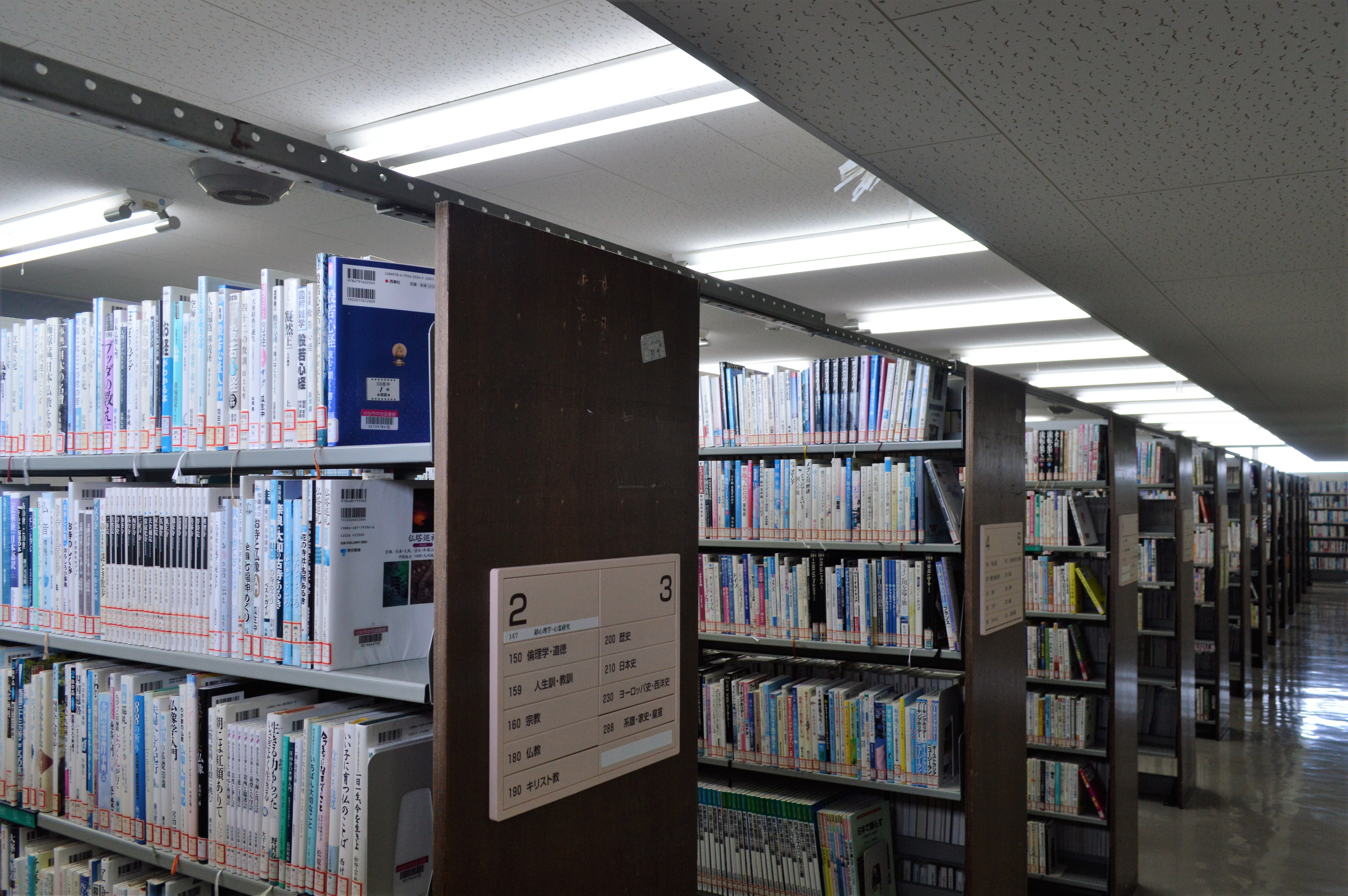
一般書開架
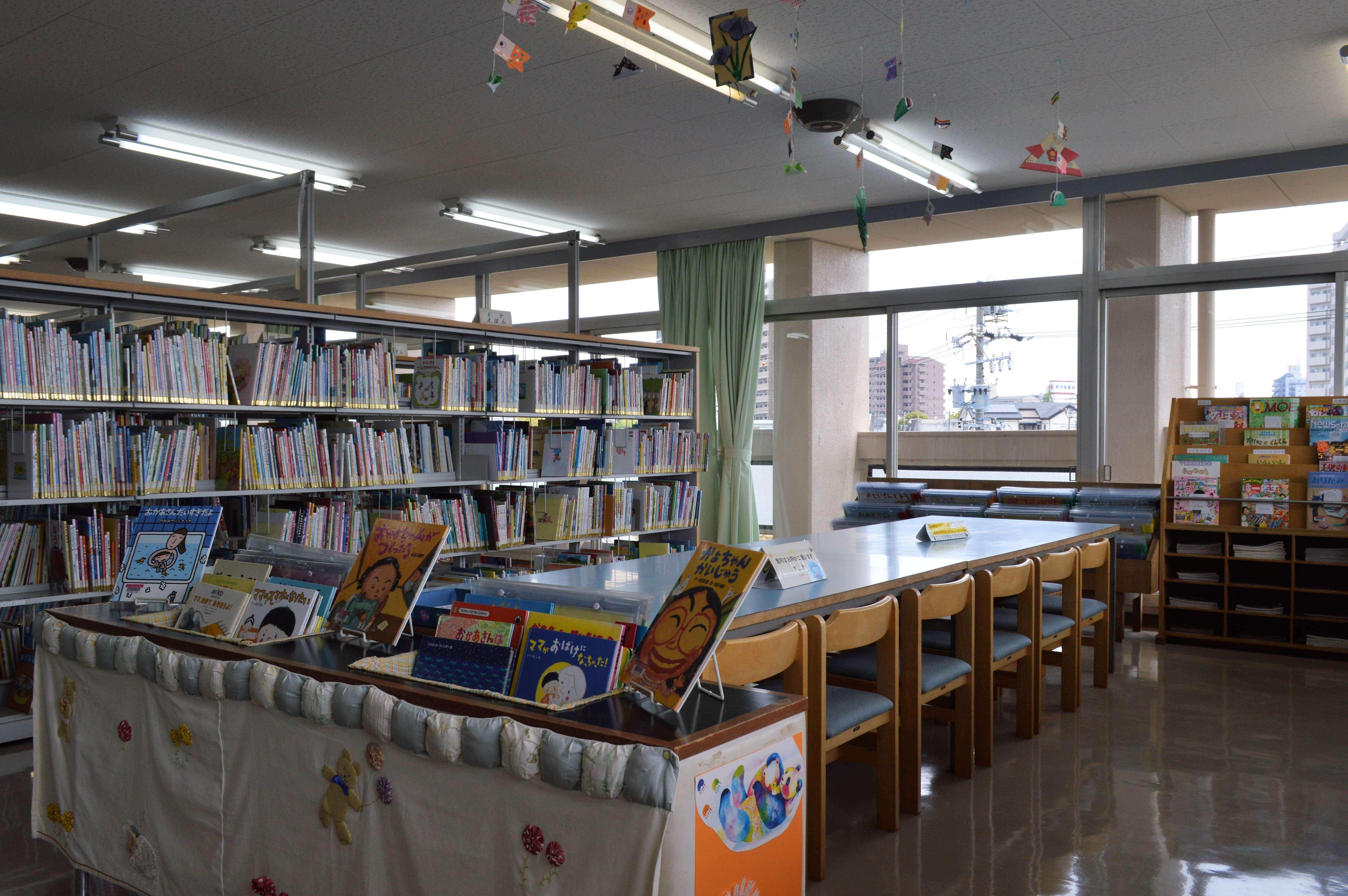
児童書開架
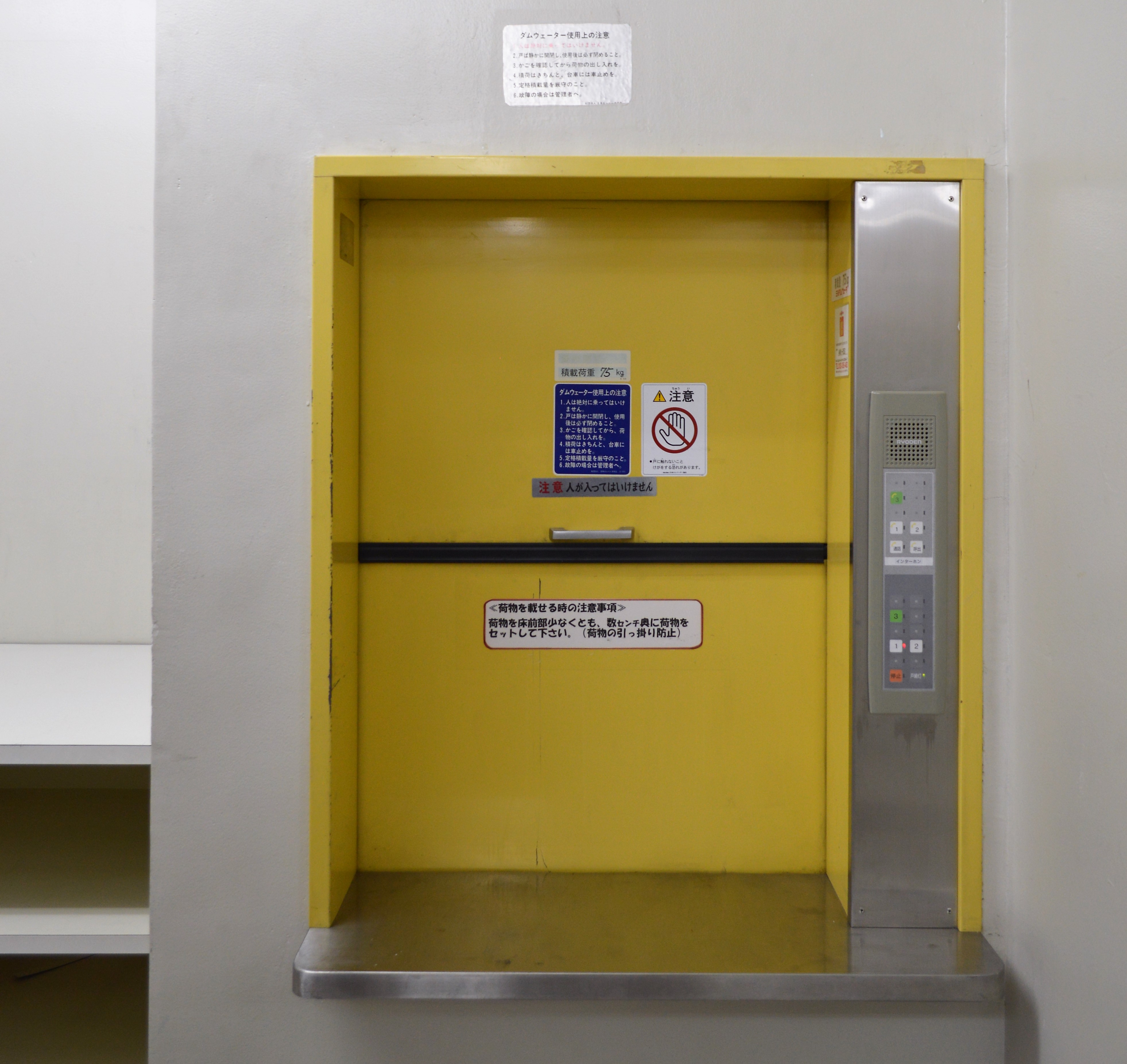
小荷物専用昇降機
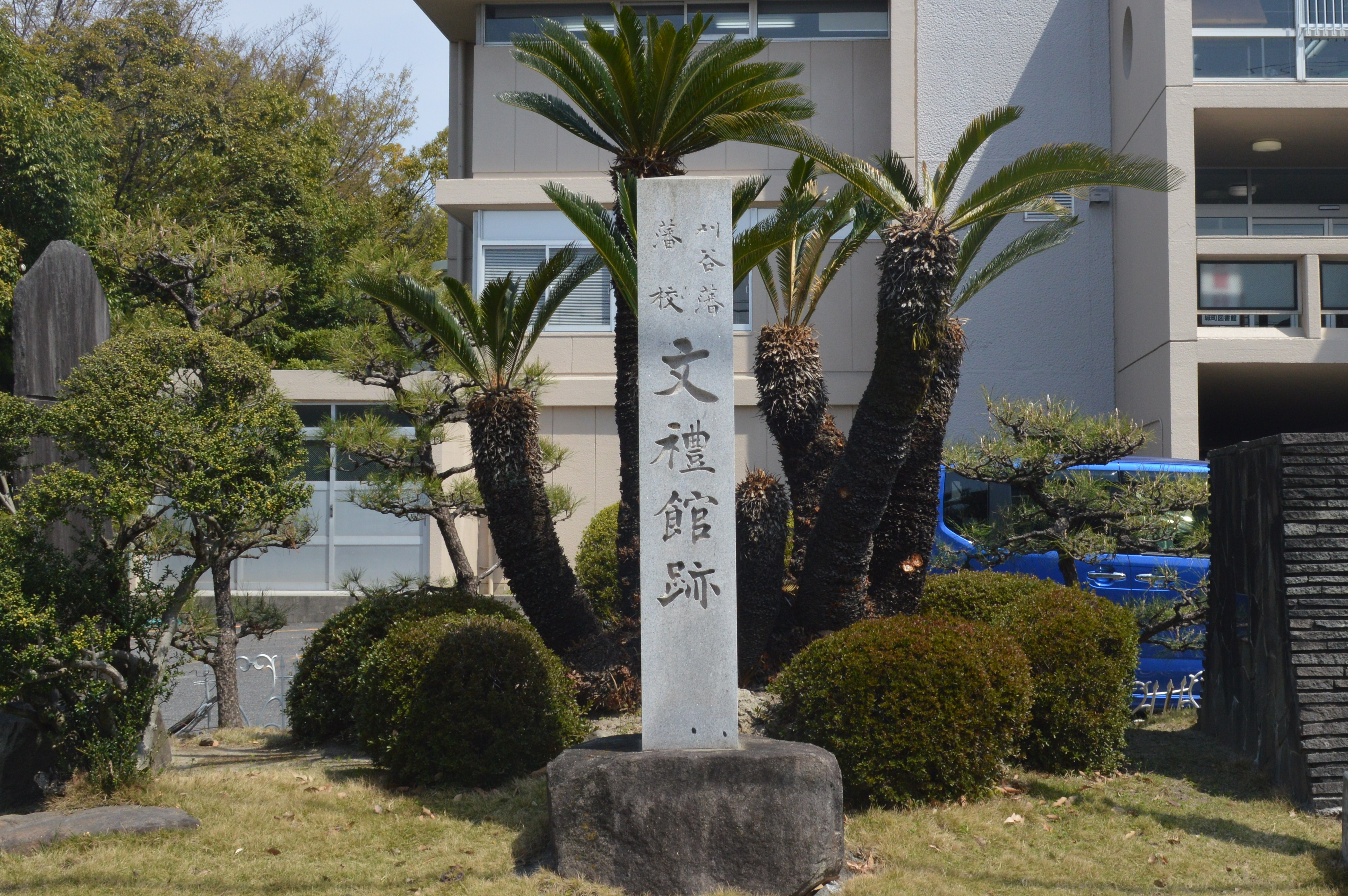
敷地内にある「刈谷藩藩校 文礼館」の碑

### 刈谷市富士松図書館

#### 特色
| 富士松図書館のフロア案内 | 富士松図書館のフロア案内 | 富士松図書館のフロア案内                     |
| ------------------------ | ------------------------ | -------------------------------------------- |
| 1階                      | 853 m2                   | 一般閲覧室、ブラウジングコーナー、対面朗読室 |
| 2階                      | 707 m2                   | 児童閲覧室、おはなしの部屋、学習室、会議室   |
| 屋上                     | 不明                     |                                              |

富士松図書館の設計は丹羽英二建築事務所であり、丹羽英二建築事務所は名古屋市守山図書館（1971年）、名古屋市鶴舞中央図書館（1981年）、長久手市中央図書館（1992年）などの図書館建築も手掛けている。富士松図書館は鉄筋コンクリート造2階建の建物であり、蔵書収容能力は66,000冊である。鉄筋コンクリート2階建であり、延床面積は1,560.02m2である。1階には一般閲覧室、新聞雑誌コーナー、CD・AVコーナーなどがあり、2階には児童閲覧室、お話の部屋、学習室などがある。

#### 歴史
中央図書館と城町分館はいずれも刈谷市中部にあり、刈谷市北部の住民からは「3番目の図書館を北部に」と図書館建設の強い要望があった。1998年度には東境町の刈谷市立富士松北幼稚園跡地に図書館の新設を決定し、刈谷市市制施行50周年記念事業の一つとして建設された。建設費は図書や什器も含めて約5億2000万円。2000年（平成12年）5月5日に刈谷市富士松図書館が開館した。建物の背後には伊勢湾岸自動車道が走っている。

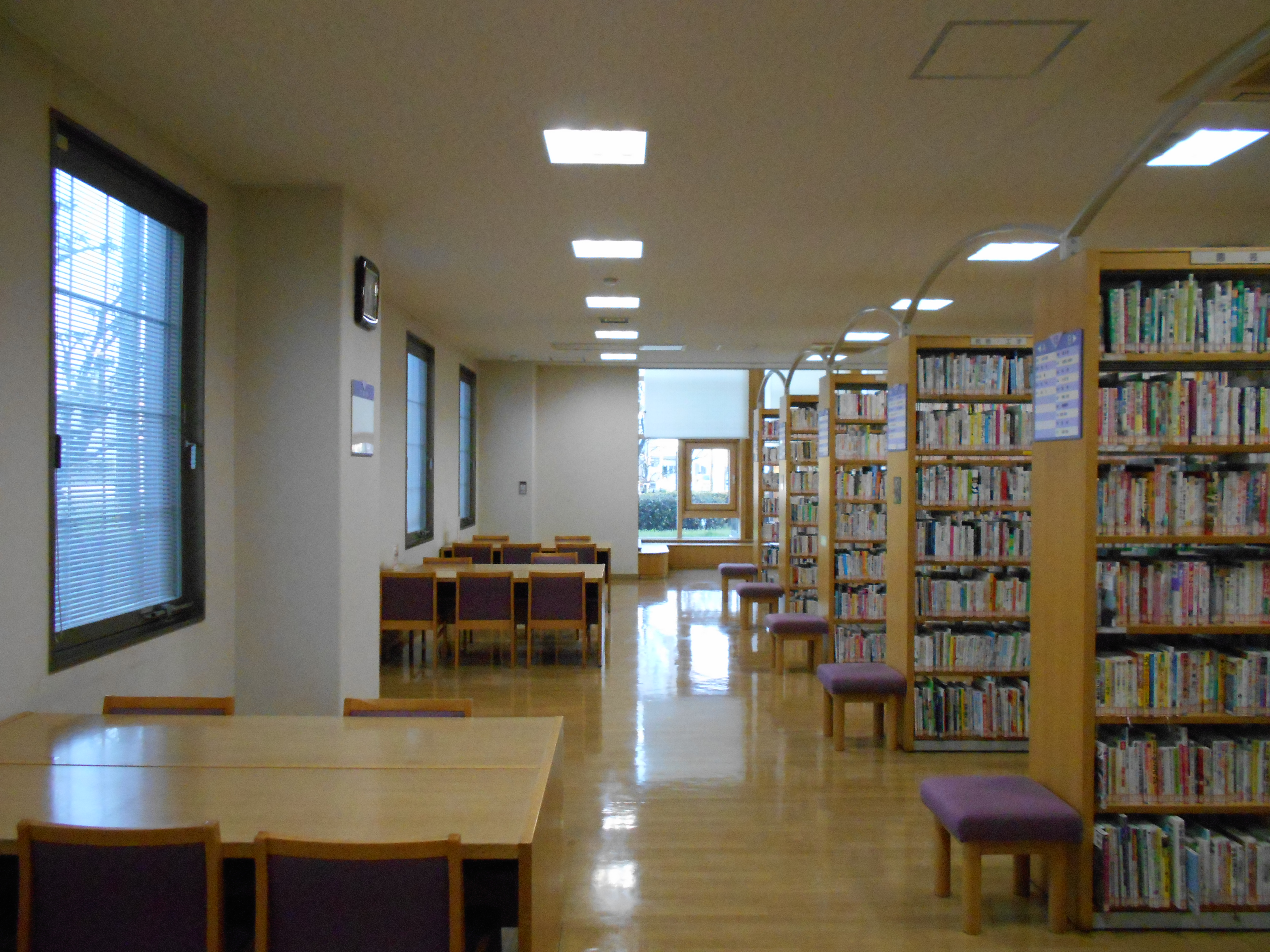
一般書フロアの書架と閲覧席
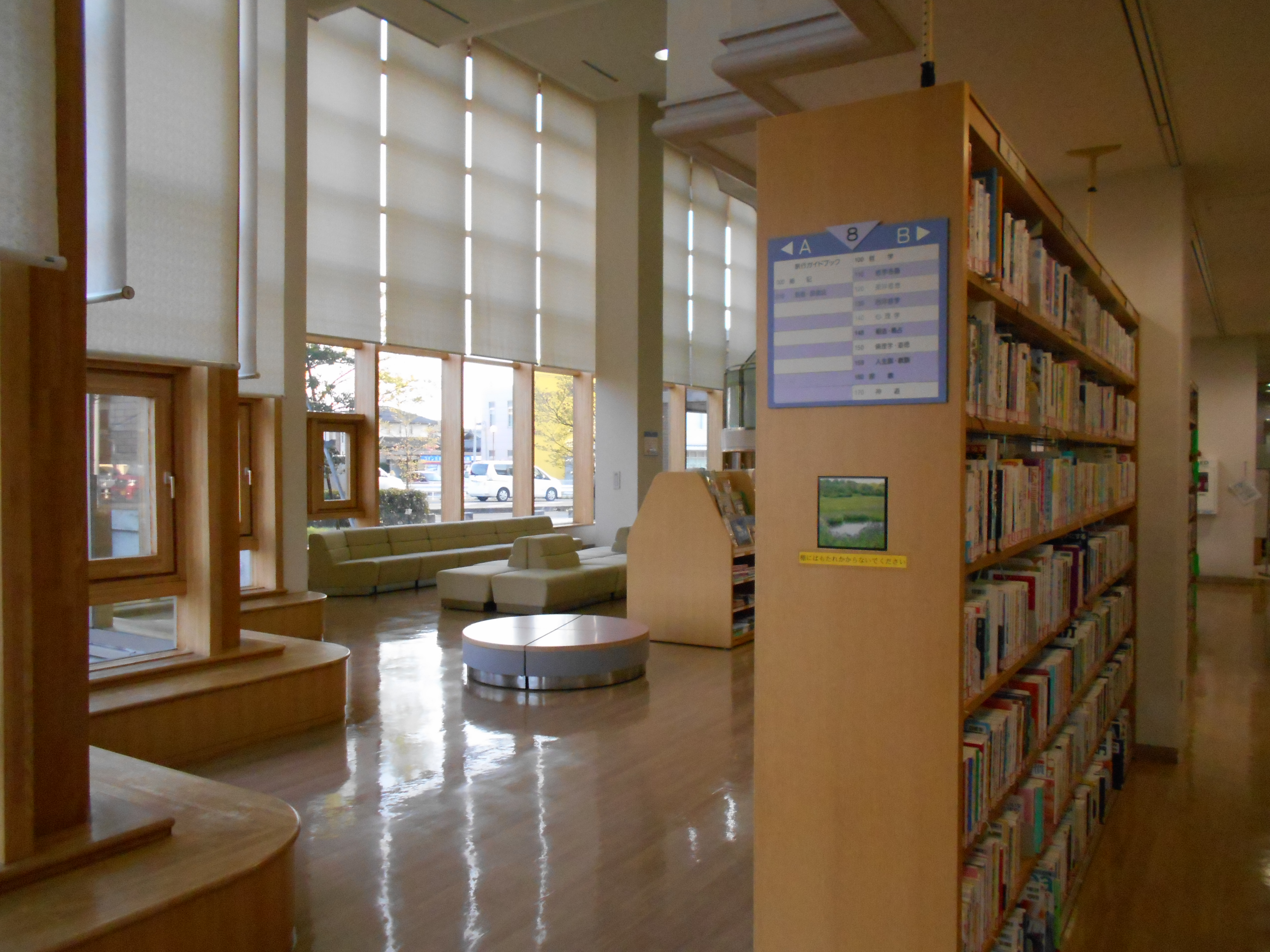
一般書フロアの雑誌コーナー
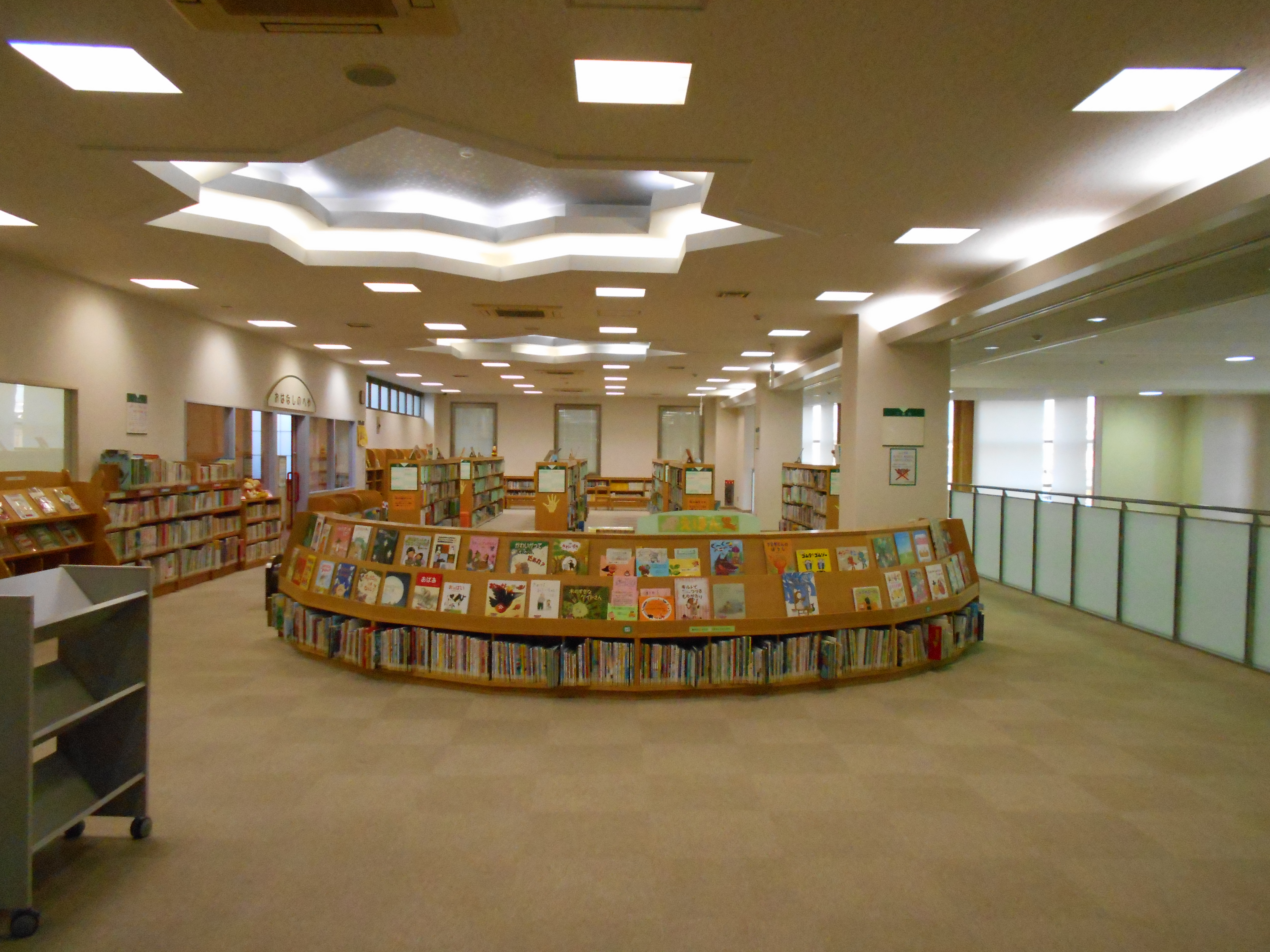
児童書フロア
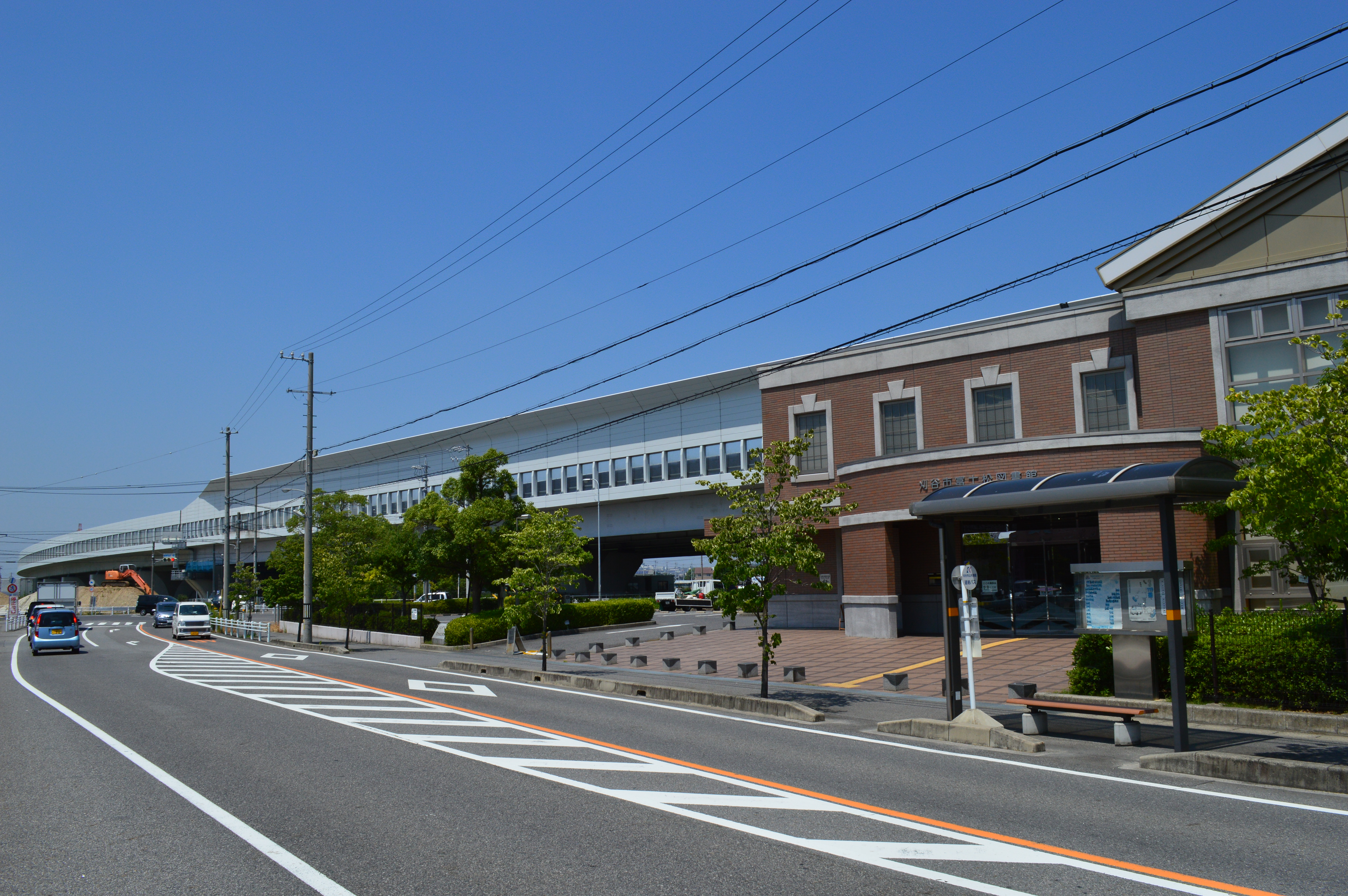
図書館の建物と伊勢湾岸自動車道

### 公民館等図書室
1982年（昭和57年）には東刈谷市民センター図書室が開館し、1984年（昭和59年）には富士松市民センター図書室が、1986年（昭和61年）には小垣江市民センター図書室が、1987年（昭和62年）には北部市民センター図書室が、1998年（平成10年）には一ツ木福祉センター図書室が開館した。1986年（昭和61年）には刈谷市中央児童館（現・夢と学びの科学体験館）に配本を開始した。2000年（平成12年）には北部市民センター図書室と中央児童館図書室での図書の貸出を休止している。

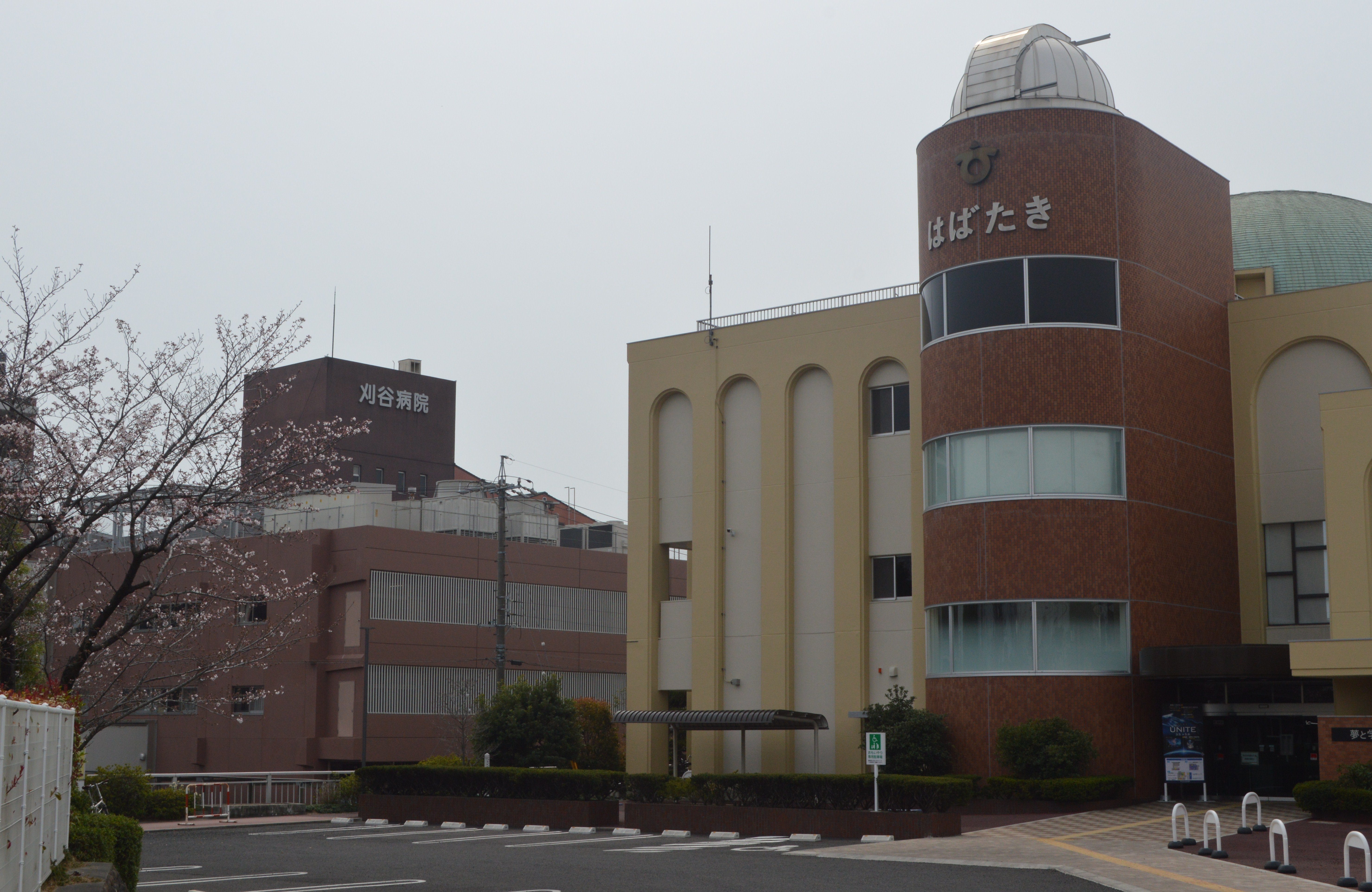
かつて配本されていた夢と学びの科学体験館
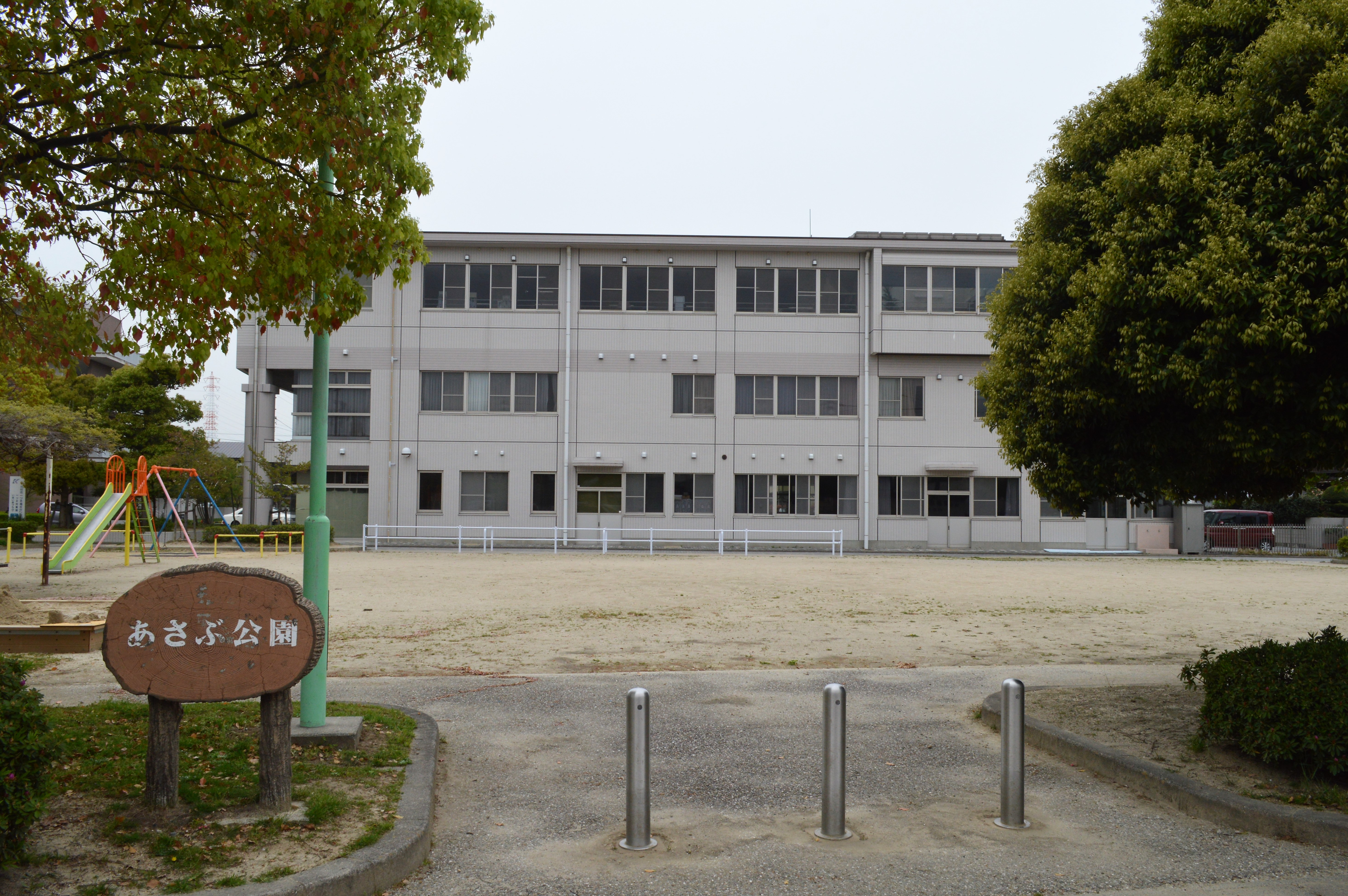
一ツ木福祉センター
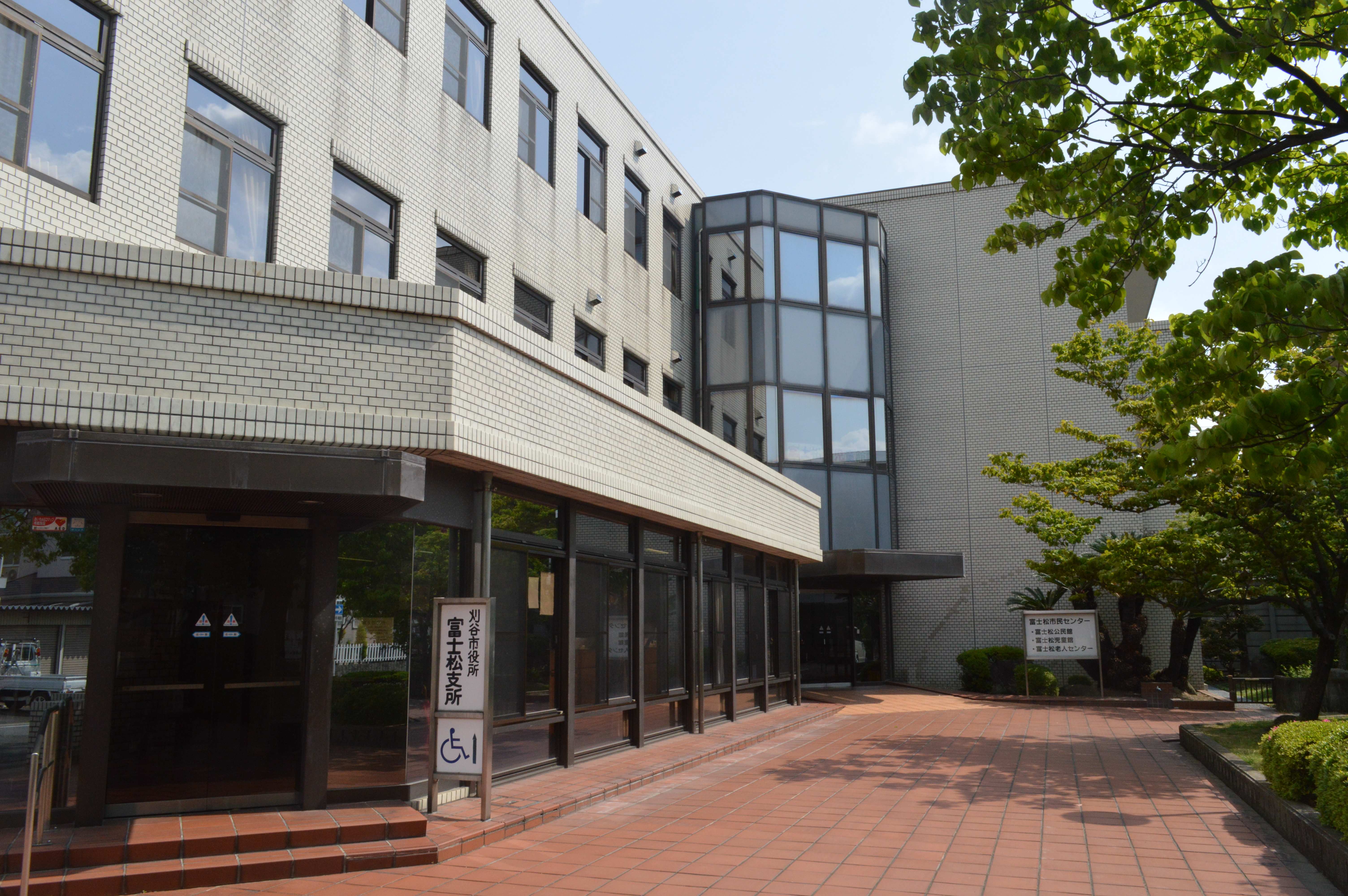
富士松市民センター
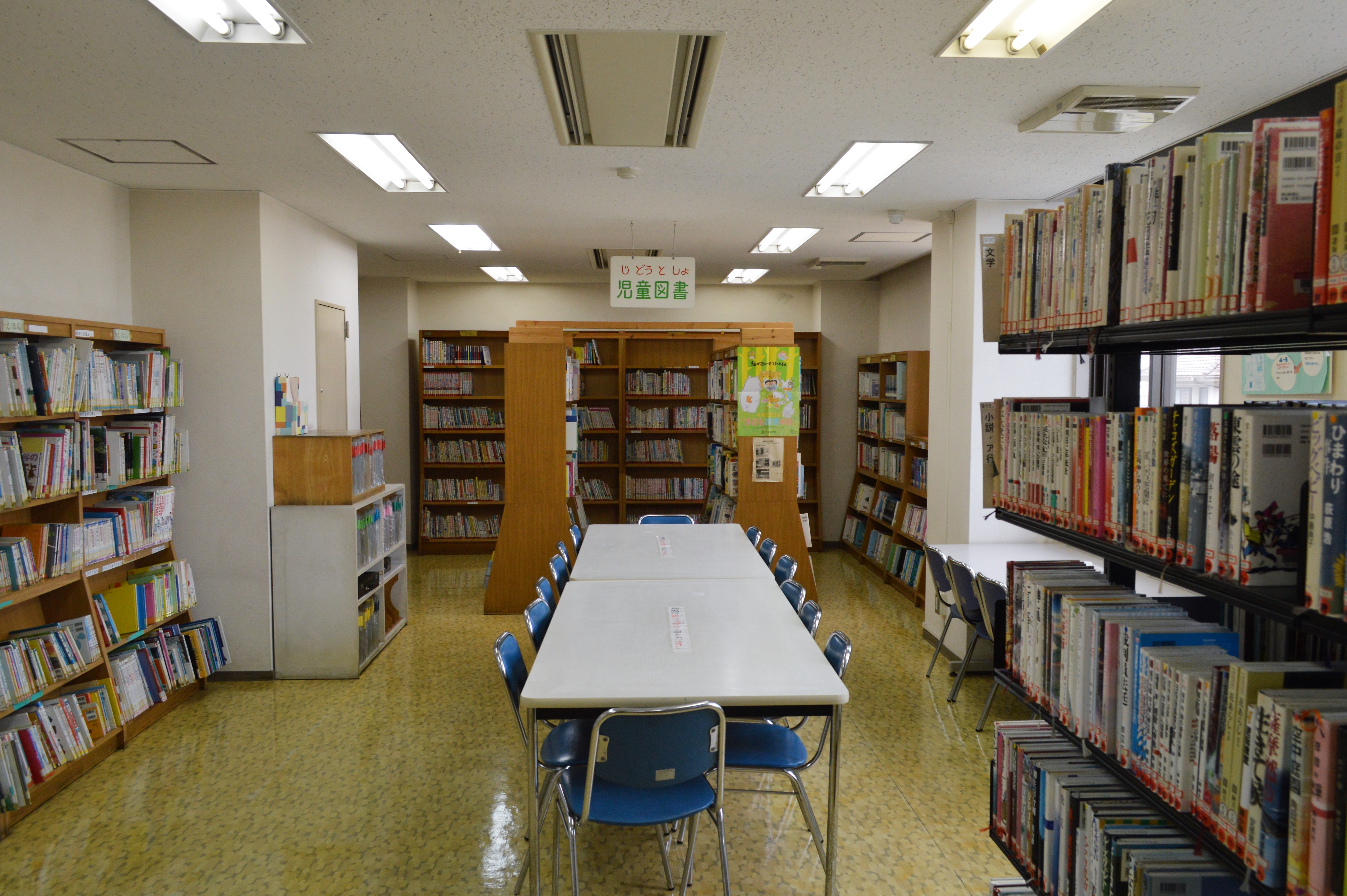
富士松市民センター図書室

## 統計
| 刈谷市図書館の蔵書冊数 | 刈谷市図書館の蔵書冊数 | 刈谷市図書館の蔵書冊数 | 刈谷市図書館の蔵書冊数 | 刈谷市図書館の蔵書冊数 |
| ---------------------- | ---------------------- | ---------------------- | ---------------------- | ---------------------- |
| 年度                   |                        |                        |                        | 点数                   |
| 1979                   | 1979                   |                        | 39,221                 | 39,221                 |
| 1989                   | 1989                   |                        | 248,424                | 248,424                |
| 2000                   | 2000                   |                        | 608,783                | 608,783                |
| 2010                   | 2010                   |                        | 806,574                | 806,574                |

| 刈谷市図書館の貸出冊数 | 刈谷市図書館の貸出冊数 | 刈谷市図書館の貸出冊数 | 刈谷市図書館の貸出冊数 | 刈谷市図書館の貸出冊数 |
| ---------------------- | ---------------------- | ---------------------- | ---------------------- | ---------------------- |
| 年度                   |                        |                        |                        | 点数                   |
| 1979                   | 1979                   |                        | 18,757                 | 18,757                 |
| 1989                   | 1989                   |                        | 72,432                 | 72,432                 |
| 2000                   | 2000                   |                        | 906,238                | 906,238                |
| 2010                   | 2010                   |                        | 1,126,514              | 1,126,514              |

2018年度（平成30年度）の全館における蔵書数は881,880冊、貸出冊数は1,202,754冊であり、1人あたり貸出冊数は7.9冊だった。中央図書館の蔵書数は717,627冊、貸出冊数は933,232冊だった。
2019年度（予算）の図書館費は307,572,000円であり、2019年度（予算）の図書購入費は40,800,000円だった。2018年度の正規職員は9人（うち司書資格保持者2人）であり、正規職員に嘱託職員・臨時職員・委託職員を合わせると計59人だった。

## 利用案内
| 開館時間   | 中央図書館 : 9時-19時（4月-9月の平日）、9時-18時（10月-3月の平日）、9時-18時（土日・祝日） |
| 開館時間   | 分館 : 10時-18時                                                                           |
| 休館日     | 月曜日、祝日の翌日、年末年始、毎週第4金曜日、特別整理日                                    |
| 貸出対象者 | 衣浦東部広域行政圏（刈谷市・安城市・高浜市・知立市・碧南市）の在住・在学・在勤者           |
| 貸出対象者 | 衣浦定住自立圏（刈谷市・知立市・高浜市・知多郡東浦町）の在住・在学・在勤者                 |
| 貸出冊数   | 10点まで、ただし視聴覚資料は1点まで                                                        |
| 貸出期間   | 14日間                                                                                     |

1995年度（平成7年度）には衣浦東部広域行政圏（刈谷市・安城市・高浜市・知立市・碧南市）の在住・在勤・在学者への貸出を開始した。また、開館時間を延長し、貸出冊数を10冊に拡大した。2011年（平成23年）には刈谷市・知立市・高浜市・知多郡東浦町の3市1町で定住自立圏協定を締結し、東浦町の在住・在学・在勤者にも広域貸出を拡大している。